# Neotypus cottrelli
Neotypus cottrelli är en stekelart som först beskrevs av Pierre L. G. Benoit 1962.  Neotypus cottrelli ingår i släktet Neotypus och familjen brokparasitsteklar. Utöver nominatformen finns också underarten N. c. occidentalis.